# François Cluzet
François Cluzet (født 21. september 1955 i Paris) er en fransk skuespiller, som er mest kendt uden for Frankrig for hovedrollen i filmen De urørlige, hvor han spillede den stenrige Philippe.

## Filmografi
| År   | Titel                        | Rolle                 | Instruktør                       |
| ---- | ---------------------------- | --------------------- | -------------------------------- |
| 1979 | Cocktail Molotov             | Bruno                 | Diane Kurys                      |
| 1980 | The Horse of Pride           | Pierre-Alain, faderen | Claude Chabrol                   |
| 1982 | The Hatter's Ghost           | Journalisten          | Claude Chabrol                   |
| 1982 | Entre Nous                   | En soldat             | Diane Kurys                      |
| 1983 | One Deadly Summer            | Mickey                | Jean Becker                      |
| 1985 | Round Midnight               | François Borler       | Bertrand Tavernier               |
| 1985 | États d'âme                  | Pierrot               | Jacques Fansten                  |
| 1985 | Elsa, Elsa                   | Ferdinand, som voksen | Didier Haudepin                  |
| 1985 | Rue du départ                | Paul Triana           | Tony Gatlif                      |
| 1987 | Association of Wrongdoers    | Thierry               | Claude Zidi                      |
| 1988 | Chocolat                     | Marc                  | Claire Denis                     |
| 1988 | Force majeure                | Daniel                | Pierre Jolivet                   |
| 1988 | Story of Women               | Paul                  | Claude Chabrol                   |
| 1988 | Deux                         | Louis                 | Claude Zidi                      |
| 1989 | Too Beautiful for You        | Pascal Chevassu       | Bertrand Blier                   |
| 1989 | La Révolution française      | Camille Desmoulins    | Robert Enrico                    |
| 1992 | Olivier, Olivier             | Serge Duval           | Agnieszka Holland                |
| 1992 | L'Instinct de l'ange         | Ernest Devrines       | Richard Dembo                    |
| 1994 | Le Vent du Wyoming           | Chester               | André Forcier                    |
| 1994 | L'Enfer                      | Paul Prieur           | Claude Chabrol                   |
| 1994 | Prêt-à-porter                | Nina's assistent      | Robert Altman                    |
| 1995 | French Kiss                  | Bob                   | Lawrence Kasdan                  |
| 1995 | Husaren på taget             | Doktoren              | Jean-Paul Rappeneau              |
| 1995 | Les Apprentis                | Antoine               | Pierre Salvadori                 |
| 1996 | Enfants de salaud            | Sandro                | Tonie Marshall                   |
| 1997 | The Swindle                  | Maurice               | Claude Chabrol                   |
| 1998 | Late August, Early September | Adrien                | Olivier Assayas                  |
| 2001 | The Adversary                | Luc                   | Nicole Garcia                    |
| 2002 | Janis et John                | Walter Kingkate       | Samuel Benchetrit                |
| 2003 | Je suis un assassin          | Ben Castelano         | Thomas Vincent                   |
| 2006 | Tell No One                  | Alexandre Beck        | Guillaume Canet                  |
| 2007 | Détrompez-vous               | Lionel                | Bruno Dega                       |
| 2008 | Les Liens du Sang            | Gabriel               | Jacques Maillot                  |
| 2008 | Paris                        | Philippe Verneuil     | Cédric Klapisch                  |
| 2009 | In the Beginning             | Philippe Miller       | Xavier Giannoli                  |
| 2009 | One for the Road             | Hervé Chabalier       | Philippe Godeau                  |
| 2010 | Little White Lies            | Max Cantara           | Guillaume Canet                  |
| 2011 | The Art of Love              | Achille               | Emmanuel Mouret                  |
| 2011 | De urørlige                  | Philippe              | Eric Toledano og Olivier Nakache |
| 2013 | 11.6                         | Toni Musulin          | Philippe Godeau                  |